# Martin Weinek
Martin Weinek (Leoben (Stiermarken), 26 juli 1964) is een Oostenrijks acteur. Hij is onder meer te zien als commissaris Fritz Kunz in de politieserie Commissaris Rex.
Weinek kreeg zijn toneelopleiding van 1983 tot 1986 bij Peter Jost.
Vanaf 1986 werkt hij eerst bij de Theater Gruppe 80 in Wenen en hij speelde zijn eerste kleine filmrol als liftboy in Nachsaison.
In 1987 speelde hij bij de Ruhrfestspielen in Recklinghausen onder de regie van Georg Mittendrein in Der Lechner Edi schaut ins Paradies en in de film Müllomania onder regie Dieter Berner (rol van vuilnisman). Daarna volgden contracten bij het Jura Soyfertheater Wien (1988-1989) en bij andere toneelhuizen. Daarnaast was hij actief als regisseur, dramaturg en filmproducent. Van 1990 tot 1991 voerde hij de artistieke leiding over het Hernalser Stadttheater.
Tussendoor bleef Weinek werken voor film en televisie, zoals in de zesdelige televisieserie Calafati Joe.
Samen met zijn vrouw Eva – dramaturge van beroep – is Weinek ook actief als wijnbouwer. Wat begon als hobby, werd uitgebouwd tot een in Hagensdorf (bij Heiligenbrunn) gelegen drie hectare grote viticultuur.

## Filmografie
- 1989 : Calafati Joe
- 1999-2004, 2008- : Commissaris Rex
- 2004 : Silentium
- 2005 : Grenzverkehr
- 2006 : Unter weißen Segeln (episode Träume am Horizont)
- 2007 : Die Rosenheim-Cops (episode Liebe bis zum Ende)